# Claria
Claria社（クラリア、Claria Corporation、旧社名:Gator Corporation（ゲーター））は、かつてアメリカ合衆国カリフォルニア州レッドウッドシティに本社を置き、広告ソフトウェア事業を行っていた会社。

## 概要
1998年にeGuard, Incとして設立される。1999年 Gator.com Corporation、2001年にはGator Corporationと社名が変遷している。
2000年代初頭にかけて、旧社名と同名の『Gator』と呼ばれるアドウェアの開発で名を馳せていた。ユーザーのウェブサイト閲覧履歴をClaria社のサーバで解析し、サイト制作者が意図しない独自のポップアップ広告をユーザー側に表示する手法を取っていた。乗っ取りとも評される強引な手法はサイト制作者からも批判され、訴訟問題に発展した。

## 歴史

### アドウェア『Gator』
1999年6月14日、フォーム自動入力ソフトとして無料公開される。ショッピングサイトにおいて個人情報を自動入力する電子ウォレット機能はユーザーの負担軽減に繋がるとして、登場当初は新聞・雑誌記事で好意的に紹介された。
開発当初からビジネスモデルにすべく既定路線であったが、ユーザーが閲覧中のウェブサイトないし商品情報を察知しGatorに出稿したスポンサーの製品広告が覆い被さる形でポップアップ表示する機能を有する点に逆風が吹き始める。
ポップアップ広告の主張の強さに悩まされたり、ネットワークの帯域幅占有及びブラウザの異常終了といったシステムの操作性と安定性を損なう動作がきっかけで、Gatorが予期せずインストールされていたことに気付いたユーザーから不満が噴出し疑念の目が向けられるようになる。Windowsから発せられたメッセージを装い本来不必要な機能を喧伝してユーザーを誘い込んだり、Kazaa等ソフトウェアに説明が不明瞭な形でバンドルされていたのである。一連の振る舞いは、同社が個人情報を売っているとしてアンインストールを勧める論調に繋がっていく。同社は否定しているもののスパイウェアの扱いも受けるようになった。
サイト制作者や広告業界からも怒りを買い、Gatorのポップアップ広告があたかもサイト自ら表示したかのようにユーザーに誤認させる手法は著作権・商標権の侵害であり、Gator社の広告収入は不当であるとして同社との間でしばしば対立した。Gatorに広告を出稿したエディー・バウアーによれば、競合のL.L.Beanのサイトを乗っ取るような広告は本望ではなく、Gator社の独断によるものだとしている。
Gator社によれば2002年6月時点で2200万人以上のユーザーがアドウェア『Gator』を利用していたというが、インストール済みの各ユーザーから読み取った情報は同社のOracle Databaseに蓄積されていき、その総容量は2005年時点で120TBに上ったと推定されている。この情報を用いたアドウェアビジネスは同社に年間およそ1億ドルの売上をもたらした。
2003年10月30日、社名をGatorからClariaに変更した。広告事業の拡大とアドウェア『Gator』によって付いた悪評の払拭が狙いとされる。

### アドウェア事業撤退
2006年7月1日に広告配信を終了し、同年10月1日、同社はアドウェア事業から撤退。この間一部の従業員は設立間もない同業のNebuAdに移籍した。撤退に至った経緯としては、法的リスク、Kazaaの衰退、投資家からの厳しい要求が挙げられている。

### 廃業
アドウェア事業からの撤退に先立って、2006年4月3日にヤフー、ソフトバンクと共にインターネット広告事業の合弁会社を設立すると発表した。ユーザーの行動解析をもとにした広告提供を事業とするが、ヤフーは従前のアドウェア技術は利用しない旨を述べている。Claria本体もSOFTBANK America等から4000万ドルの出資を受ける。
しかし2008年10月、全従業員を解雇し廃業したと報じられた。